# Матчи сборной России по футболу 1996
Международный турнир «Кубок "Ротманс"»
| 7 февраля 1996 | \| Мальта \| 0:2 (0:1) \| Россия \| \| \| Голы \| Карпин 26′ · Кирьяков 61′ \| | Стадион: Национальный стадион, Та-Кали Зрителей: 2 000 Судья: Милан Митрович |
| Мальта: Чини, Велла, Бухаджар, Вудс, Дебоно, Буттигиг, Агиус (Суда, 88'), Салиба (Сент-Фурнье, 51'), Султана, Бринкат, Четкути (Каработт, 79'). Россия: Черчесов, Р. Мамедов, Никифоров, Шалимов, Ковтун, Карпин, Онопко (к), Тихонов (Бесчастных, 46'), Мостовой, Юран, Кирьяков. Главный тренер: Олег Романцев. Предупреждения: Салиба, Бринкат. |                                                                                |                                                                              |
| Мальта | 0:2 (0:1)                                                                      | Россия                                                                       |
| | Голы                                                                           | Карпин 26′ · Кирьяков 61′                                                    |

Международный турнир «Кубок "Ротманс"»
| 9 февраля 1996 | \| Исландия \| 0:3 (0:1) \| Россия \| \| \| Голы \| Канчельскис 12′ · Карпин 63′, 65′ \| | Стадион: Национальный стадион, Та-Кали, Мальта Зрителей: 1 000 Судья: Альфред Микаллеф |
| Исландия: Б. Кристинссон, Гюльфасон, Торс. Гудьонссон (Бенедиктссон, 82'), Йонссон (к), Адольфссон, Гретарссон (Снорассон, 76'), Гуннлаугссон (Торд. Гудьонссон, 69'), Гислассон, Гудьонсен, О. Тордарсон (Колвидссон, 69'), Сверриссон. Россия: Харин, Радимов, Никифоров (Чугайнов, 76'), Тетрадзе, Ковтун (Канчельскис, 10'), Карпин, Онопко (к) (Бушманов, 46'), Бесчастных, Мостовой (Симутенков, 46'), Добровольский (Аленичев, 76'), Радченко. Главный тренер: Олег Романцев. Предупреждения: Мостовой (32'), Гудьонсен (42'), Сверриссон (80'), Бесчастных (80'). |                                                                                          |                                                                                        |
| Исландия | 0:3 (0:1)                                                                                | Россия                                                                                 |
| | Голы                                                                                     | Канчельскис 12′ · Карпин 63′, 65′                                                      |

Международный турнир «Кубок "Ротманс"»
| 11 февраля 1996 | \| Словения \| 1:3 (0:2) \| Россия \| \| Глиха 89′ (пен.) \| Голы \| Симутенков 13′, 73′ · Аленичев 18′ \| | Стадион: Национальный стадион, Та-Кали, Мальта Зрителей: 4 000 Судья: Чарлз Агиус |
| Словения: Бошкович, Миланич (Галич, 46'), Энгларо, Цифер, Бинковский, Чех (Кокол, 46'), Новак, Жидан, Гайзер, Шиляк (Валентинчич, 63'), Глиха. Россия: Черчесов (Харин, 46'), Радимов (Р. Мамедов, 70'), Никифоров (к), Тетрадзе, Бушманов (Чугайнов, 78'), Канчельскис, Аленичев, Бесчастных (Тихонов, 78'), Кечинов, Симутенков, Радченко. Главный тренер: Олег Романцев. Предупреждения: Шиляк (31'), Жидан (?), Аленичев (80'). | |                                                                                   |
| Словения | 1:3 (0:2)                                                                                                  | Россия                                                                            |
| Глиха 89′ (пен.) | Голы | Симутенков 13′, 73′ · Аленичев 18′                                                |

Товарищеский матч
| 27 марта 1996 | \| Ирландия \| 0:2 (0:1) \| Россия \| \| \| Голы \| Мостовой 34′ · Колыванов 53′ \| | Стадион: «Лэнсдаун Роуд», Дублин Зрителей: 47 000 Судья: Хуго Г. Рамон Лёйтен |
| Ирландия: Гивен (Боннер, 85'), Филан, Стэнтон, Кернахан, Макграт, Кин, Таунсенд, Макатир, Куинн (Койн, 85'), Олдридж (Каскарино, 62'), Кеннеди (Кенна, 46'). Россия: Черчесов, Радимов (Тетрадзе, 46'), Никифоров, Цымбаларь (Радченко, 46'), Ковтун, Карпин, Онопко (к), Канчельскис, Колыванов (Шалимов, 70'), Мостовой, Кирьяков (Симутенков, 66'). Главный тренер: Олег Романцев. Примечание: Стэнтон не реализовал пенальти (71', вратарь). Предупреждение: Онопко. Удаление: Кин (89', грубая игра). |                                                                                     |                                                                               |
| Матч не транслировался ни одним российским телеканалом, тележурналисты ОРТ и НТВ не были допущены на стадион. |                                                                                     |                                                                               |
| Ирландия | 0:2 (0:1)                                                                           | Россия                                                                        |
| | Голы                                                                                | Мостовой 34′ · Колыванов 53′                                                  |

Товарищеский матч
| 24 апреля 1996 | \| Бельгия \| 0:0 \| Россия \| | Стадион: стадион короля Бодуэна, Брюссель Зрителей: 16 000 Судья: Грациано Чезари |
| Бельгия: Ван де Валле, Жено, Медвед, Ренье, Леонар, Альбер (Верханс, 67'), Пейреманс, Схепенс, Нилис, Шифо, Лауверс (Пьер, 61'). Россия: Черчесов (Харин, 46'), Канчельскис, Никифоров, Онопко (к), Ковтун, Карпин, Радимов, Мостовой, Бесчастных, Колыванов (Симутенков, 79'), Кирьяков (Радченко, 69'). Главный тренер: Олег Романцев. |                                |                                                                                   |
| Бельгия | 0:0                            | Россия                                                                            |

Товарищеский матч
| 24 мая 1996 | \| Катар \| 2:5 (0:3) \| Россия \| \| Мубарак Мустафа 53′ (пен.) · Абдул Азиз Хасан 89′ \| Голы \| Кирьяков 2′, 58′ · Канчельскис 5′ · Колыванов 27′ · Мостовой 78′ \| | Стадион: «Халифа», Эр-Райян Зрителей: 2 500 Судья: Д. Мохд       |
| Катар: Ахмед Халил, Рашид Джафел, Абдул Рахман Аль-Кувари, Замил Аль-Кувари, Джассим Аль-Тимени, Абдул Нассер Аль-Обедли, Сала Аль-Мулла, Адил Хамес (Абдель Аль-Мулла, 70'), Мубарак Мустафа, Ясер Насми, Абдул Азиз Хасан. Россия: Харин (Овчинников, 85'), Горлукович, Никифоров, Цымбаларь (Добровольский, 46'), Тетрадзе, Карпин (Шалимов, 59'), Онопко (к) (Бушманов, 69'), Канчельскис, Колыванов (Юран, 46'), Мостовой, Кирьяков. Главный тренер: Олег Романцев. Предупреждения: Абдул Нассер Аль-Обедли (40'), Мубарак Мустафа (66'), Абдул Рахман Аль-Кувари (81'); Мостовой, Никифоров, Тетрадзе. Удаление: Никифоров (88', «фол последней надежды»). | |                                                                  |
| Катар | 2:5 (0:3) | Россия                                                           |
| Мубарак Мустафа 53′ (пен.) · Абдул Азиз Хасан 89′ | Голы | Кирьяков 2′, 58′ · Канчельскис 5′ · Колыванов 27′ · Мостовой 78′ |

Товарищеский матч
| 29 мая 1996 | \| Россия \| 1:0 (0:0) \| ОАЭ \| \| Симутенков 84′ \| Голы \| \| | Стадион: «Динамо», Москва Зрителей: 5 500 Судья: Роман Лаюкс |
| Россия: Черчесов, Радимов, Тетрадзе, Цымбаларь (Симутенков, 68'), Ковтун, Карпин, Онопко (к), Канчельскис (Добровольский, 46'), Колыванов, Яновский, Кирьяков. Главный тренер: Олег Романцев. ОАЭ: Юма Рашид, Хасан Сухаил, Абдул Рахман, Юсиф Хусейн, Измаил Рашид, Мухамед Али, Аднан Аль-Тилиани, Мунхир Али Хасан, Зухаир Бахит (Хамиз Саад, 74'), Бахит Саад, Хасан Саид. Предупреждения: Хасан Сухаил (18'), Зухаир Бахит (30'), Юсиф Хусейн (39'), Хасан Саид (74'). |                                                                  |                                                              |
| Россия | 1:0 (0:0)                                                        | ОАЭ                                                          |
| Симутенков 84′ | Голы                                                             |                                                              |

Товарищеский матч
| 2 июня 1996 | \| Россия \| 2:0 (1:0) \| Польша \| \| Ковтун 21′ · Бесчастных 72′ \| Голы \| \| | Стадион: «Динамо», Москва Зрителей: 15 000 Судья: Сергей Татулян |
| Россия: Харин, Радимов (Шалимов, 86'), Тетрадзе, Цымбаларь (Добровольский, 58'), Ковтун, Карпин, Онопко (к) (Никифоров, 46'), Канчельскис, Колыванов (Симутенков, 46'), Яновский, Кирьяков (Бесчастных, 46'). Главный тренер: Олег Романцев. Польша: Щенсный, Южвяк, Зелиньский, Ратайчик, Гесёр, Михальский, Пиш, Левандовский, Юсковяк (Букальский, 46'), Ковальчик (Сагановский, 39'), Иван (Яскульский, 46'). Предупреждения: Южвяк (24'), Левандовский (86'), Добровольский (90'). |                                                                                  |                                                                  |
| Россия | 2:0 (1:0)                                                                        | Польша                                                           |
| Ковтун 21′ · Бесчастных 72′ | Голы                                                                             |                                                                  |

X чемпионат Европы. Матч группы C
| 11 июня 1996 | \| Италия \| 2:1 (1:1) \| Россия \| \| Казираги 5′, 52′ \| Голы \| Цымбаларь 21′ \| | Стадион: «Энфилд Роуд», Ливерпуль, Англия Зрителей: 35 120 Судья: Лесли Моттрэм |
| Италия: Перуцци, Мусси, Костакурта, Аполлони, П. Мальдини (к), Ди Ливио (Фузер, 62'), Ди Маттео, Альбертини, Дель Пьеро (Донадони, 46'), Казираги (Раванелли, 80'), Дзола. Россия: Черчесов, Тетрадзе, Бушманов (Яновский, 46'), Онопко (к), Ковтун, Канчельскис, Карпин (Кирьяков, 63'), Мостовой, Цымбаларь (Добровольский, 71'), Колыванов, Радимов. Главный тренер: Олег Романцев. Предупреждения: Онопко (7'), Альбертини (14'), Колыванов (31'), Ковтун (82'), Донадони (83'). |                                                                                     |                                                                                 |
| Италия | 2:1 (1:1)                                                                           | Россия                                                                          |
| Казираги 5′, 52′ | Голы                                                                                | Цымбаларь 21′                                                                   |

X чемпионат Европы. Матч группы C
| 16 июня 1996 | \| Германия \| 3:0 (0:0) \| Россия \| \| Заммер 56′ · Клинсманн 77′, 90′ \| Голы \| \| | Стадион: «Олд Траффорд», Манчестер, Англия Зрителей: 50 760 Судья: Ким Милтон Нильсен |
| Германия: Кёпке, Ройтер, Хельмер, Заммер, Мёллер (Штрунц, 87'), Хесслер (Фройнд, 67'), Баббель, Циге, Клинсманн (к), Бирхофф (Кунц, 85'), Айльтс. Россия: Харин, Тетрадзе, Никифоров, Цымбаларь, Ковтун, Онопко (к), Канчельскис, Колыванов, Мостовой, Радимов (Карпин, 46'), Хохлов (Симутенков, 66'). Главный тренер: Олег Романцев. Предупреждения: Канчельскис (12'), Баббель (16'), Онопко (30'), Бирхофф (31'). Удаление: Ковтун (71', грубая игра). |                                                                                        |                                                                                       |
| Германия | 3:0 (0:0)                                                                              | Россия                                                                                |
| Заммер 56′ · Клинсманн 77′, 90′ | Голы                                                                                   |                                                                                       |

X чемпионат Европы. Матч группы C
| 19 июня 1996 | \| Чехия \| 3:3 (2:0) \| Россия \| \| Сухопарек 6′ · Кука 19′ · Шмицер 89′ \| Голы \| Мостовой 49′ · Тетрадзе 54′ · Бесчастных 84′ \| | Стадион: «Энфилд Роуд», Ливерпуль, Англия Зрителей: 20 000 Судья: Андерс Фриск |
| Чехия: Коуба, Сухопарек, Кубик (к), Горняк, Латал, Недвед, Немец, Поборский, Бейбл, Бергер (Немечек, 90'), Кука (Шмицер, 68'). Россия: Черчесов, Тетрадзе, Никифоров, Горлукович, Цымбаларь (Шалимов, 67'), Карпин (к), Яновский, Радимов, Хохлов, Колыванов (Бесчастных, 46'), Симутенков (Мостовой, 46'). Главный тренер: Олег Романцев. Предупреждения: Никифоров (5'), Радимов (26'), Цымбаларь (28'), Недвед (60'), Яновский (61'), Немец (77'). | |                                                                                |
| Чехия | 3:3 (2:0) | Россия                                                                         |
| Сухопарек 6′ · Кука 19′ · Шмицер 89′ | Голы | Мостовой 49′ · Тетрадзе 54′ · Бесчастных 84′                                   |

Товарищеский матч
| 28 августа 1996 | \| Россия \| 2:2 (1:0) \| Бразилия \| \| Никифоров 18′ (пен.) · Радимов 80′ \| Голы \| Донизете 47′ · Роналдо 85′ (пен.) \| | Стадион: «Динамо», Москва Зрителей: 25 000 Судья: Вадим Жук |
| Россия: Черчесов, Р. Мамедов, Никифоров, Тихонов (Харлачёв, 63'), Тернавский, Тетрадзе, Онопко (к), Канчельскис, Веретенников (Радимов, 15'), Колыванов (Кечинов, 77'), Радченко (Бесчастных, 66'). Главный тренер: Борис Игнатьев. Бразилия: Карлос Жермано, Кафу, Гонсалвес, Андре Круз, Зе Элиас, Андре Луис, Донизете, Амарал, Джованни, Леонардо (Зе Мария, 79'), Роналдо (Жардел, 88'). Предупреждения: Зе Элиас (35'), Андре Круз (45'), Кафу (64'), Тетрадзе (81'), Никифоров (83'). Удаления: Кафу (76', повторное предупреждение), Онопко (84', неспортивное поведение). | |                                                             |
| Россия | 2:2 (1:0) | Бразилия                                                    |
| Никифоров 18′ (пен.) · Радимов 80′ | Голы | Донизете 47′ · Роналдо 85′ (пен.)                           |

Отборочная стадия XVI чемпионата мира. Матч группы 5 зоны УЕФА
| 1 сентября 1996 | \| Россия \| 4:0 (2:0) \| Кипр \| \| Никифоров 7′, 50′ · Колыванов 34′ · Бесчастных 82′ \| Голы \| \| | Стадион: «Динамо», Москва Зрителей: 8 500 Судья: Карл-Эрик Нильссон |
| Россия: Черчесов, Р. Мамедов, Никифоров, Онопко (к), Тернавский, Канчельскис, Радимов (Харлачёв, 66'), Тетрадзе, Бесчастных, Колыванов (Тихонов, 60'), Радченко (Канищев, 46'). Главный тренер: Борис Игнатьев. Кипр: Петридес, Ларку (Тимофеу, 61'), Хараламбус, Д. Иоанну, Г. Христодулу, А. Андреу, М. Христодулу, Панаи, Гогич, И. Иоанну (Феодоту, 89'), Александру (Малекос, 77'). Предупреждения: М. Христодулу (29'), Панаи (62'). | |                                                                     |
| Россия | 4:0 (2:0)                                                                                             | Кипр                                                                |
| Никифоров 7′, 50′ · Колыванов 34′ · Бесчастных 82′ | Голы                                                                                                  |                                                                     |

Отборочная стадия XVI чемпионата мира. Матч группы 5 зоны УЕФА
| 9 октября 1996 | \| Израиль \| 1:1 (0:0) \| Россия \| \| Брумер 63′ \| Голы \| Колыванов 80′ \| | Стадион: «Рамат-Ган», Рамат-Ган Зрителей: 48 000 Судья: Марк Батта |
| Израиль: Р. Коэн, Хальфон (Бенадо, 81'), Амсалем, Хазан, Брумер, Шелах, Банин, Ревиво, Беркович (Зохар, 89'), Р. Харази (Розенталь, 78'), Нимни. Россия: Черчесов, Минько, Никифоров, Бушманов (Радимов, 67'), Карпин, Тетрадзе, Онопко (к), Канчельскис, Бесчастных, Колыванов, Радченко (Тихонов, 46'). Главный тренер: Борис Игнатьев. Предупреждения: Радченко (30'), Ревиво (65'), Бесчастных (80'). |                                                                                |                                                                    |
| Израиль | 1:1 (0:0)                                                                      | Россия                                                             |
| Брумер 63′ | Голы                                                                           | Колыванов 80′                                                      |

Отборочная стадия XVI чемпионата мира. Матч группы 5 зоны УЕФА
| 10 ноября 1996 | \| Люксембург \| 0:4 (0:2) \| Россия \| \| \| Голы \| Тихонов 34′ · Канчельскис 39′ · Бесчастных 58′ · Карпин 81′ \| | Стадион: «Жози Бартель», Люксембург Зрителей: 5 660 Судья: Юха Хирвиниеми |
| Люксембург: Кох, Ванек, Ф. Девилль, Штрассер, Вайс, Сайбене, Бирсенс, Грофф (Позинг, 4'), Ганзер (Хольц, 46'), Лангерс, Тилль (Амодио, 83'). Главный тренер: Поль Филипп. Россия: Черчесов (Овчинников, 75'), Минько, Никифоров, Тихонов, Карпин, Тетрадзе, Онопко (к), Канчельскис, Бесчастных (Радимов, 81'), Колыванов, Мостовой (Бушманов, 46'). Главный тренер: Борис Игнатьев. Предупреждения: Тилль (1'), Онопко (28'). Удаление: Никифоров (37', грубая игра). | |                                                                           |
| Люксембург | 0:4 (0:2) | Россия                                                                    |
| | Голы | Тихонов 34′ · Канчельскис 39′ · Бесчастных 58′ · Карпин 81′               |

## Авторы забитых мячей
4 мяча
- Игорь Колыванов
- Владимир Бесчастных
- Валерий Карпин

3 мяча
- Сергей Кирьяков
- Игорь Симутенков
- Александр Мостовой
- Юрий Никифоров
- Андрей Канчельскис

1 мяч
- Дмитрий Аленичев
- Юрий Ковтун
- Илья Цымбаларь
- Омари Тетрадзе
- Владислав Радимов
- Андрей Тихонов

## Авторы пропущенных мячей
2 мяча
- Юрген Клинсманн
- Пьерлуиджи Казираги

1 мяч
- Донизете
- Роналдо
- Маттиас Заммер
- Гади Брумер
- Мубарак Мустафа
- Абдул Азиз Хасан
- Примож Глиха
- Павел Кука
- Ян Сухопарек
- Владимир Шмицер